# Isognathus swainsoni
Isognathus swainsoni är en fjärilsart som beskrevs av Felder 1862. Isognathus swainsoni ingår i släktet Isognathus och familjen svärmare. Inga underarter finns listade i Catalogue of Life.